# Nunney Castle
Nunney Castle er en middelalderborg ved Nunney i Somerset i England. Den blev bygget i slutningen af 1300-tallet af sir John Delamare for penge, han havde tjent under hundredårskrigen. Fæstningen havde voldgrav og bygningerne var sandsynligvis påvirket af franske borge. I 1500-tallet blev borgen ombygget, og under den engelske borgerkrig blev den ødelagt. I dag står den som en ruin, som drives af English Heritage som en turistattraktion.
Arkitekturhistorikeren Nikolaus Pevsner har beskrevet Nunney Castle som den "æstetisk mest imponerende borg i Somerset."